# Llista de noms llatins de poblacions catalanes
La següent llista recull els noms llatins de poblacions catalanes.
| Nom llatí          | Població              | Comarca           |
| ------------------ | --------------------- | ----------------- |
| Aeso               | Isona                 | Pallars Jussà     |
| Apiaria            | Piera                 | Anoia             |
| Aqua Lata          | Igualada              | Anoia             |
| Arragona           | Sabadell              | Vallès Occidental |
| Ausa               | Vic                   | Osona             |
| Baetulo            | Badalona              | Barcelonès        |
| Barcino            | Barcelona             | Barcelonès        |
| Bisaldunum         | Besalú                | Garrotxa          |
| Blandae            | Blanes                | Selva             |
| Castrum Bergium    | Berga                 | Berguedà          |
| Castrum Felix      | Castelldefels         | Baix Llobregat    |
| Castrum Octavianum | Sant Cugat del Vallès | Vallès Occidental |
| Dertosa            | Tortosa               | Baix Ebre         |
| Egara              | Terrassa              | Vallès Occidental |
| Emporiae           | Empúries              | Alt_Empordà       |
| Gerunda            | Girona                | Gironès           |
| Iesso              | Guissona              | Segarra           |
| Ilerda             | Lleida                | Segrià            |
| Iluro              | Mataró                | Maresme           |
| Iulia Lybica       | Llívia                | Baixa Cerdanya    |
| Iuncaria           | Figueres              | Alt Empordà       |
| Rhoda              | Roses                 | Alt Empordà       |
| Rivipullus         | Ripoll                | Ripollès          |
| Saladunum          | Salardú               | Vall d'Aran       |
| Semproniana        | Granollers            | Vallès Oriental   |
| Tarraco            | Tarragona             | Tarragonès        |
| Urgellum           | La Seu d'Urgell       | Alt Urgell        |
| Virodunum          | Verdú                 | Urgell            |